# Starzyński Dwór (przystanek kolejowy)
Starzyński Dwór – nieczynny przystanek kolejowy w Starzyńskim Dworze w powiecie puckim, w Polsce. 1 grudnia 2005 rozebrano nawierzchnię kolejową.